# Новая Качемка
Новая Качемка (тат. Базиллар) — посёлок в Убинском районе Новосибирской области. Входит в состав Владимировского сельсовета.

## География
Площадь посёлка — 27 гектаров.

## Население
| 2002 | 2007 | 2010 |
| ---- | ---- | ---- |
| 103  | →103 | ↘70  |

## Инфраструктура
В посёлке по данным на 2022 год функционирует 1 СДК.